# Mistrzostwa Świata w Narciarstwie Klasycznym 2005
Mistrzostwa Świata w Narciarstwie Klasycznym 2005 miały miejsce w dniach 16 – 27 lutego 2005 w niemieckim Oberstdorfie. 
Drużynowy konkurs skoków narciarskich na normalnej skoczni powrócił po tym, jak nie odbył się on na Mistrzostwach Świata w 2003. Bieg łączony został wydłużony z 10 km kobiet i 20 km mężczyzn do 15 km i 30 km. Zmieniła się także punktacja w drużynowej kombinacji norweskiej na 4 × 5 km. Od tych mistrzostw za każdy punkt straty w skokach przyznawano sekundę straty w biegu, a nie jak dawniej 1 punkt za 1,5 sekundy.

## Biegi narciarskie

### Biegi narciarskie mężczyzn
| Konkurencja                                  | Data           | Złoto                                                                          | Srebro                                                                       | Brąz                                                                                   |
| -------------------------------------------- | -------------- | ------------------------------------------------------------------------------ | ---------------------------------------------------------------------------- | -------------------------------------------------------------------------------------- |
| Sprint stylem klasycznym 1,2 km              | 22 lutego 2005 | Wasilij Roczew                                                                 | Tor Arne Hetland                                                             | Thobias Fredriksson                                                                    |
| Sprint drużynowy techniką dowolną 6 × 1,2 km | 25 lutego 2005 | Norwegia · Tore Ruud Hofstad · Tor Arne Hetland                                | Niemcy · Jens Filbrich · Axel Teichmann                                      | Czechy · Dušan Kožíšek · Martin Koukal                                                 |
| 15 km techniką dowolną                       | 17 lutego 2005 | Pietro Piller Cottrer                                                          | Fulvio Valbusa                                                               | Tore Ruud Hofstad                                                                      |
| Bieg łączony 2 × 15 km                       | 20 lutego 2005 | Vincent Vittoz                                                                 | Giorgio Di Centa                                                             | Frode Estil                                                                            |
| 50 km ze startu wspólnego                    | 27 lutego 2005 | Frode Estil                                                                    | Anders Aukland                                                               | Odd-Bjørn Hjelmeset                                                                    |
| Sztafeta 4 × 10 km                           | 24 lutego 2005 | Norwegia · Odd-Bjørn Hjelmeset · Frode Estil · Lars Berger · Tore Ruud Hofstad | Niemcy · Jens Filbrich · Andreas Schlütter · Tobias Angerer · Axel Teichmann | Rosja · Nikołaj Pankratow · Wasilij Roczew · Jewgienij Diemientjew · Nikołaj Bolszakow |

Janusz Krężelok zajął w sprincie 7. miejsce.

### Biegi narciarskie kobiet
| Konkurencja                                  | Data           | Złoto                                                                                               | Srebro | Brąz                                                                                |
| -------------------------------------------- | -------------- | --------------------------------------------------------------------------------------------------- | --- | ----------------------------------------------------------------------------------- |
| Sprint stylem klasycznym 0,9 km              | 22 lutego 2005 | Emelie Öhrstig                                                                                      | Lina Andersson                                                                                            | Sara Renner                                                                         |
| Sprint drużynowy techniką dowolną 6 × 0,9 km | 25 lutego 2005 | Norwegia · Hilde Gjermundshaug Pedersen · Marit Bjørgen                                             | Finlandia · Riitta-Liisa Lassila · Pirjo Manninen                                                         | Rosja · Julija Czepałowa · Alona Sidko                                              |
| 10 km stylem dowolnym                        | 17 lutego 2005 | Kateřina Neumannová                                                                                 | Julija Czepałowa                                                                                          | Marit Bjørgen                                                                       |
| Bieg łączony 2 × 7,5 km                      | 19 lutego 2005 | Julija Czepałowa                                                                                    | Marit Bjørgen                                                                                             | Kristin Størmer Steira                                                              |
| 30 km ze startu wspólnego                    | 26 lutego 2005 | Marit Bjørgen                                                                                       | Virpi Kuitunen                                                                                            | Natalia Baranowa-Masałkina                                                          |
| Sztafeta 4 × 5 km                            | 21 lutego 2005 | Norwegia · Vibeke Skofterud · Hilde Gjermundshaug Pedersen · Kristin Størmer Steira · Marit Bjørgen | Rosja · Łarisa Kurkina · Natalia Baranowa-Masałkina · Jewgienija Miedwiediewa-Arbuzowa · Julija Czepałowa | Włochy · Gabriella Paruzzi · Antonella Confortola · Sabina Valbusa · Arianna Follis |

## Kombinacja norweska
| Konkurencja                   | Data           | Złoto                                                                      | Srebro                                                                          | Brąz                                                                         |
| ----------------------------- | -------------- | -------------------------------------------------------------------------- | ------------------------------------------------------------------------------- | ---------------------------------------------------------------------------- |
| Sprint 7,5 km                 | 27 lutego 2005 | Ronny Ackermann                                                            | Magnus Moan                                                                     | Kristian Hammer                                                              |
| 15 km metodą Gundersena       | 18 lutego 2005 | Ronny Ackermann                                                            | Björn Kircheisen                                                                | Felix Gottwald                                                               |
| Kombinacja drużynowa 4 × 5 km | 23 lutego 2005 | Norwegia · Petter Tande · Håvard Klemetsen · Magnus Moan · Kristian Hammer | Niemcy · Sebastian Haseney · Georg Hettich · Björn Kircheisen · Ronny Ackermann | Austria · Michael Gruber · Christoph Bieler · David Kreiner · Felix Gottwald |

## Skoki narciarskie
| Konkurencja                       | Data           | Złoto                                                                                | Srebro                                                                      | Brąz                                                                             |
| --------------------------------- | -------------- | ------------------------------------------------------------------------------------ | --------------------------------------------------------------------------- | -------------------------------------------------------------------------------- |
| Normalna skocznia – indywidualnie | 19 lutego 2005 | Rok Benkovič                                                                         | Jakub Janda                                                                 | Janne Ahonen                                                                     |
| Duża skocznia – indywidualnie     | 25 lutego 2005 | Janne Ahonen                                                                         | Roar Ljøkelsøy                                                              | Jakub Janda                                                                      |
| Normalna skocznia – drużynowo     | 20 lutego 2005 | Austria · Wolfgang Loitzl · Andreas Widhölzl · Thomas Morgenstern · Martin Höllwarth | Niemcy · Michael Neumayer · Martin Schmitt · Michael Uhrmann · Georg Späth  | Słowenia · Primož Peterka · Jure Bogataj · Rok Benkovič · Jernej Damjan          |
| Duża skocznia – drużynowo         | 26 lutego 2005 | Austria · Wolfgang Loitzl · Andreas Widhölzl · Thomas Morgenstern · Martin Höllwarth | Finlandia · Risto Jussilainen · Tami Kiuru · Matti Hautamäki · Janne Ahonen | Norwegia · Bjørn Einar Romøren · Sigurd Pettersen · Lars Bystøl · Roar Ljøkelsøy |

Adam Małysz indywidualnie oraz drużyna skoczków zajęli na skoczni normalnej szóste miejsca.

## Szczegółowe wyniki

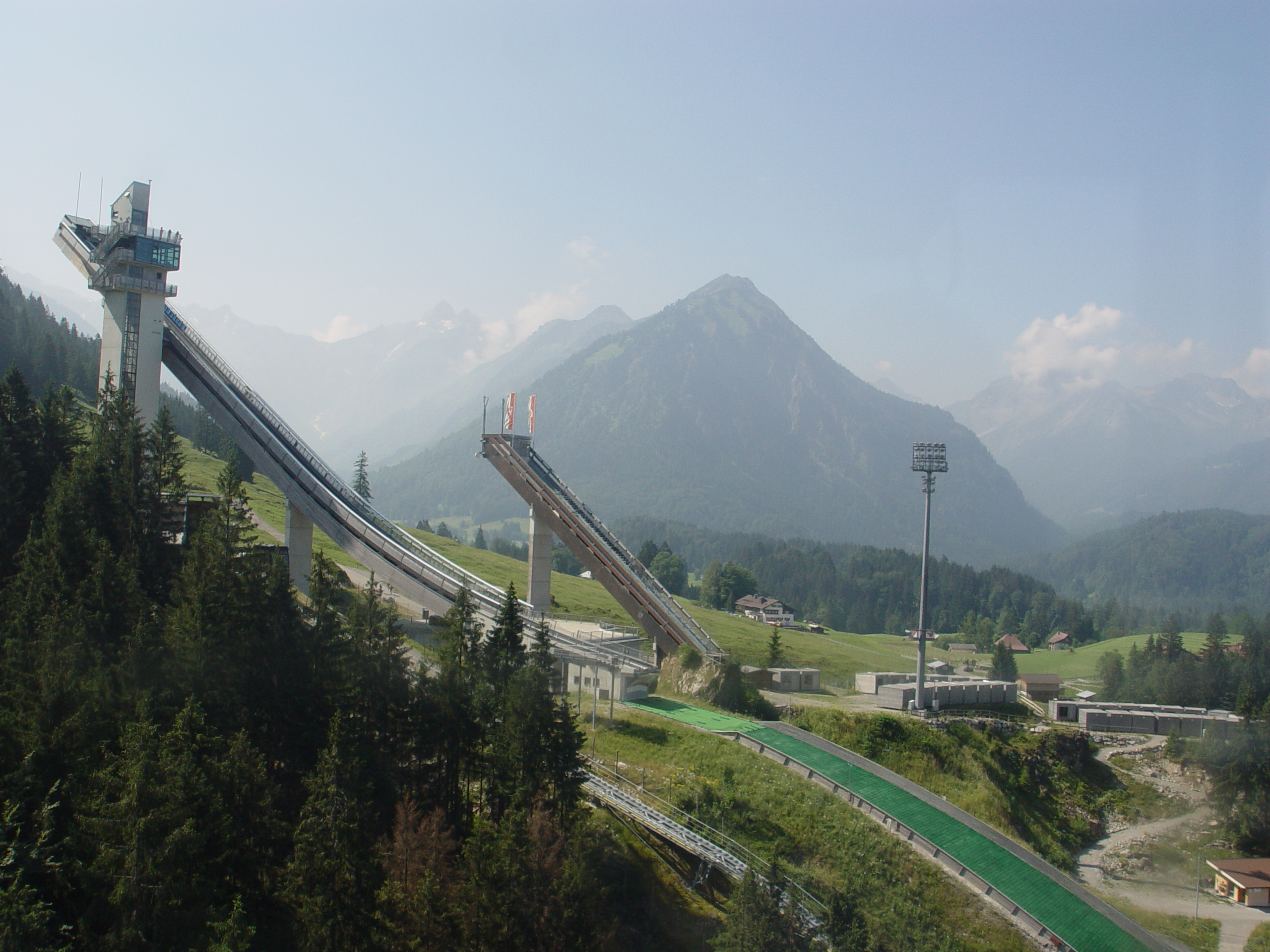
Skocznia narciarska Schattenberg na której odbywały się zawody w skokach narciarskich i kombinacji norweskiej

- Skoki narciarskie
- Biegi narciarskie
- Kombinacja norweska

## Klasyfikacja medalowa
| Pozycja | Państwo   | Złoto | Srebro | Brąz | Razem |
| ------- | --------- | ----- | ------ | ---- | ----- |
| 1       | Norwegia  | 7     | 5      | 7    | 19    |
| 2       | Niemcy    | 2     | 5      | 0    | 7     |
| 3       | Rosja     | 2     | 2      | 3    | 7     |
| 4       | Finlandia | 1     | 3      | 1    | 5     |
| 5       | Austria   | 2     | 0      | 2    | 4     |
| 6       | Włochy    | 1     | 2      | 1    | 4     |
| 7       | Czechy    | 1     | 1      | 2    | 4     |
| 8       | Szwecja   | 1     | 1      | 1    | 3     |
| 9       | Słowenia  | 1     | 0      | 1    | 2     |
| 10      | Francja   | 1     | 0      | 0    | 1     |
| 11      | Kanada    | 0     | 0      | 1    | 1     |